# Holger Apfel
Holger Apfel (Hildesheim, 29 de Dezembro de 1970) é um político neonazista alemão, presidente do partido Nacional Democrático da Alemanha, entre 2011 e 2013. Ele foi membro do Parlamento da Saxônia entre 2004 e 2014, sendo o líder do partido no Landtag.
Eleito presidente do partido em 2011, Apfel renunciou a presidência em 19 de dezembro de 2013, e o mandado de deputado estadual em janeiro de 2014, após ser diagnosticado com síndrome de burnout.

## Carreira política
Holger Apfel foi um histórico ativista do NPD, começando suas atividades junto ao partido nos anos 80, tornando-se membro da divisão jovem do partido. Entre 2000 e 2009, ele foi uma das pessoas-chaves do partido, a nível nacional, sendo que entre 2002 e 2011, ele foi Presidente estadual do partido na Saxônia.

## Vida pessoal
Apfel é casado com Jasmin Apfel, ex-líder do grupo feminino do NPD. Eles tem três filhos. Em 2012, o casal se separou e Jasmin anunciou o desligamento de suas atividades políticas. Posteriormente, Apfel anunciou que o casal estava junto novamente.
O casal atualmente trabalha em um restaurante em Maiorca, na Espanha.